# Motorola Dragonball

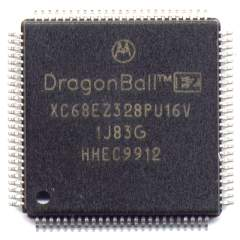
Motorola DragonBall EZ

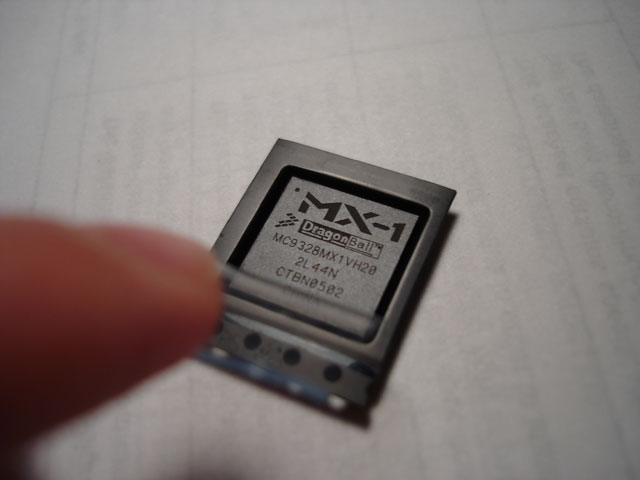
FreeScale DragonBall MX-1 (encapsulat BGA)

Motorola/Freescale Semiconductor DragonBall (Bola de Drac) és un disseny de microprocessador basat en el cèlebre nucli 68000, però implementat com un xip tot en un de baix consum per ordinadors de mà. Està dissenyat per l'equip de Motorola amb seu a Hong Kong.
La millor implementació del DragonBall són les primeres versions la plataforma Palm Computing; des del Palm OS 5 ha estat succeït pel Intel XScale (basat amb la CPU ARM). El processador també s'utilitza amb la línia de processadors de text portàtils AlphaSmart. Per exemple el Dana, i Dana Wireless.
El processador pot treballar fins a una velocitat de 16.67 MHz i executa fins a 2.7 MIPS (milions d'instruccions per segon), pels models base i EZ. S'amplia a 37 MHz, 3.5 MIPS pel model VZ, i 66 MHz, 10.8 MIPS pel Super VZ.
És un processador de 16 bits amb 32 bits d'arquitectura interna i bus extern de direccions (bus extern de 24 bits pels EZ i VZ). En el seu interior inclou moltes funcions, com a controlador de pantalla color i escala de grisos, so per altaveu tipus PC, port sèrie amb suport UART i IrDA (port d'infrarojos), UART Bootstrap (pot començar a carregar dades pel port sèrie a l'arrancar sense necessitat de cap programa), és capaç d'accedir directament a la DRAM, Flash ROM, i mask ROM, i inclou suport de pantalla tàctil.
És un ordinador tot en un xip; Després del dragonballEZ, les PDAs Palm tenen dos cops més circuits integrats.
La sèrie més recent de microcontroladors DragonBall MX, posteriorment reanomenats com la sèrie Freescale i.MX (MC9328MX/MCIMX) estan dissenyats per aplicacions similars a les dels primers DragonBall, però es basen en un nucli de processador ARM9 o ARM11 en lloc del 68000.